# Словарь терминов вексиллологии
Здесь собраны определения терминов вексиллологии. Курсивом выделены ссылки на термины в этом словаре.
| # А Б В Г Д Е Ё Ж З И К Л М Н О П Р С Т У Ф Х Ц Ч Ш Щ Э Ю Я |

## А
- Аксессуар — необязательная (добавочная) принадлежность флага (знамени).[1]

## Б
- Бахрома — одна из декоративных, необязательных (добавочных), принадлежностей полотнища.
- Биколор — двухцветный флаг.
- Брейд-вымпел — короткий вымпел, выполняющий функции должностного флага.
- Боевое Знамя — присваиваемое (жалуемое) знамя формирования (воинской части, заведения) вооружённых сил государства.

## В
- Вымпел — длинное узкое полотнище с определёнными функциями. Распространён в военно-морском флоте.
- Вольная часть — часть полотнища, наиболее удалённая от древка
- Военный флаг — вариант государственного флага, используемый сухопутными вооружёнными силами страны.

## Г
- Георгиевская лента — элемент Георгиевского знамени (штандарта).
- Государственный флаг — один из государственных символов. Вывешивается над правительственными зданиями, государственными учреждениями, выборными органами власти. Используется на официальных мероприятиях.
- Гражданский флаг — знак этнической принадлежности. Часто повторяет государственный флаг. Его разрешено использовать всем гражданам страны.
- Гюйс — символ военно-морского флота. Поднимается на носовом флагштоке (гюйсштоке).

## Д
- Должностной флаг — понятие, близкое к штандарту. Обычно используется на флоте и поднимается при прибытии определённого должностного лица на корабль. Комплект должностных флагов хранится на корабле.
- Древко — элемент конструкции флага, знамени или штандарта, на котором крепится полотнище и прочие элементы. В Российской Империи древко делалось из берёзы, дуба, ясеня или клёна (в Лейб-гвардии сапёрном батальоне — из вишнёвого дерева). Цвет древка и его размеры были установлены в 1857 г. и использовались до 1917 г.. В пехоте: длина — 328,5 см, диаметр — 4,45 см (1 вершок). Цвета: 1-й полк в дивизии — жёлтое, 3-й полк — белое, 2-й и 4-й полки в дивизиях, стрелковые полки, инженерные части — чёрное. В кавалерии (кавалерийских частях) древко делалось длиной 248,5 см, диаметром 4,45 см имело тёмно-зелёный цвет, с вызолоченными либо высеребренными (по прибору) желобками по всей длине древка.

## З
- Запас — часть полотнища, обёрнутая вокруг древка и предназначенная для крепления к последнему.
- Знамя — единичное флажное изделие.
- Знамённый комплекс — совокупность полотнища знамени, его конструктивных и декоративных элементов и аксессуаров.
- Знамённая группа — специально выделенная группа военнослужащих для выноса (транспортировки) Боевого Знамени воинской части.

## К
- Кантон — верхняя часть (чаще всего имеется в виду четверть полотнища) полотнища у древка.
- Кисть — один из декоративных аксессуаров знамени, крепится на конце шнура.
- Коммерческий флаг страны — флаг для невоенных судов (кораблей) страны. Поднимается на корме и символизирует государственную принадлежность судна (корабля).
- Кормовой флаг — военный, военно-морской, государственный или особо установленный флаг, поднятый на кормовом флагштоке или гафеле кормовой мачты судна (корабля).
- Крыж — то же, что и кантон.

## Л
- Лента — аксессуар или элемент знамени (штандарта).
- Люверс — специальное кольцо для крепления полотнища.

## Н
- Навершие — элемент, крепящийся на вершине древка, латунное вызолоченное или высеребренное (мельхиоровое — в гвардии) украшение на вершине (отсюда название) древка.
- Национальный флаг (Государственный флаг) — знак принадлежности к стране и уважения к Родине. Иногда в русскоязычной литературе национальным флагом называют Гражданский флаг.

## О
- Обряд прибивки полотнища — воинский ритуал, появившийся в Русской Императорской Армии в XIX веке.

## П
- Панир — главное знамя, государственный флаг, военное знамя[2].
- Панталер — перевязь через плечо знаменосца, предназначенная для ношения знамени или элементы знамённой группы.
- Перевязь парадная — русское название панталера в советский период России.
- Подток — опора знамени, его элемент, выполненная из твёрдого материала. В Российской Империи подток для знамён и штандартов — медный вызолоченный «стакан» конусовидной формы, надеваемый на нижний конец древка для предохранения его от гниения и порчи.
- Полотнище — элемент, основная часть знамени или флага. В Российской империи полотнище изготовлялось из шёлковой материи высшего качества (репс, фай, гроденапль или знамённая ткань, реже гродетур или камлот). Полотнище является наиболее важной частью флага, знамени и штандарта.
- Прапор — небольшое знамя с длинными хвостами, личный знак родовитых людей, у иностранцев называлось штандартом.
- Прибор (Металлический прибор) — цвет пуговиц и других металлических либо шитых металлизированной нитью частей обмундирования, присвоенный той или иной воинской части.

## Р
- Расцветка — цвета флагов, знамён и штандартов.

## С
- Скоба — элемент или аксессуар, крепящийся на древке ниже полотнища. В Российской Империи скоба — медная вызолоченная пластина шириною в 6,7 см, надеваемая на древко ниже полотнища, была установлена 25 июня 1838 г. на знамёна и штандарты всех существующих частей. На скобе гравировались следующие надписи: в верхней строке — монограмма (вензель) Государя — основателя части, год основания и первоначальное название части, в середине — вензель Государя (или Государей), пожаловавшего отличие (если Знамя Георгиевское или за отличие) и надпись отличия. В нижней строке располагался вензель Государя, пожаловавшего знамя, год пожалования и название части на этот момент.
- Стяг — воинское знамя в Древней Руси в виде шеста с укреплённым на нём пучком конских волос, клином яркой ткани, фигуркой животного или другим предметом.

## Т
- Темляк — ремень, сложенный в виде петли с кистью, для фиксации (завязывания) чехлов у знамён и штандартов простых и за отличие — чёрный кожаный офицерского пехотного образца и Георгиевские у Георгиевских регалий (с 20 января 1871 г.). В тех случаях, когда чехол снят, темляк повязывается на древко по скобе.
- Триколор — трёхцветный флаг.

## Ф
- Фуражер — род аксельбанта, во Франции и Нидерландов, жалуемый воинским частям на знамёна.
- Флаг армии — флаг, поднимаемый в гарнизонах, при торжественных построениях и других случаях, обусловленных воинскими уставами.
- Флаг военно-морского флота — главный символ военного флота страны. Поднимается на кормовом флагштоке корабля.
- Флаг торгового флота см. Торговый флаг
- Флаг яхт-клуба — небольшой флаг, независимо от его формы[1], на котором изображён символ яхт-клуба владельца судна, организации парусного спорта или лодочной станции.
- Флагшток (нем. Flagge — флаг + Stock — палка) — металлическая, деревянная или пластиковая вертикальная стойка (шток, стержень, древко), на которой поднимается флаг.
- Флам — угол на знамени.

## Х
- Хоругвь (военная) — воинское знамя.
- Хоругвь (православная) — религиозное знамя, используется в Православной и Восточнокатолических церквях.

## Ц
- Церемониальный флаг видов ВС России — специальные флаги видов вооружённых сил, используемый в роте Почётного караула Вооружённых Сил России.

## Ч
- Чехол (для знамени и штандарта) — элемент, обязательная принадлежность воинского знамени и штандарта (Боевого Знамени). В Российской Империи использовались установленные в 1871 году чехлы чёрной кожи, шириною 40 см и длиною на 18 см больше полотнища. Для кирасирских штандартов тогда же были установлены особые чехлы в виде конверта размерами чуть больше самого штандарта, с двумя клапанами, застёгивавшимися на ремешки поверх поперечины и захватывавшими часть древка. С 16 марта 1891 г. при знамёнах и штандартах было положено иметь двойные чехлы: наружный сафьянный и внутренний замшевый: шириной 40,05 см и такой длины, чтобы вмешалось знамя (либо штандарт) с навершием.

## Ш
- Широкие Георгиевские ленты — аксессуары знамени и штандарта. В Российской Империи «новое высшее отличие — Георгиевские ленты на знамёна и штандарты с надписями отличий, за которые ленты пожалованы» установлены приказом по военному ведомству № 288, от 31 октября 1878 года, для полков, «которые имеют уже все установленные в награду за военные подвиги знаки отличия».
- Шкаторина — область полотнища, служащая для крепления к древку.
- Шнур — один из декоративных аксессуаров знамени.
- Штандарт — специальное знамя, флаг, обычно приписывающийся определённой должности (штандарт президента, штандарт Министра обороны), лицу или формированиям (в Российской Империи кавалерийским и казачьим полкам).
- Штурмовой флаг — флаг, выдаваемый солдатам во время боевых действий. Штурмовым флагом является Знамя Победы.

## Э
- Элемент — обязательная принадлежность флага, знамени и штандарта.
- Этнический флаг — флаг, который символизирует определённую этническую группу.

## Ю
- Юбилейные ленты (юбилейные орденские ленты) — аксессуары знамени и штандарта, в честь юбилея воинской части существующих в вооружённых силах сто и более лет. Установлены императорским указом, от 25 июня 1838 г., для жалования на знамёна и штандарты частей, для гвардии — Андреевские — ордена Святого Апостола Андрея Первозванного (голубые), для армии — Александровские — ордена Святого князя Александра Невского (красные). Имели длину 142,4 см и ширину 4,45 см. Всё шитьё (вензеля, надписи и каёмки) — по прибору полка.